# Сирдал
Сирдал (норв. Sirdal) — коммуна в губернии Вест-Агдер в Норвегии. Административный центр коммуны — город Тонстад. Официальный язык коммуны — нейтральный. Население коммуны на 2007 год составляло 1757 чел. Площадь коммуны Сирдал — 1554,72 км², код-идентификатор — 1046.

## История населения коммуны
Население коммуны за последние 60 лет.

Статистика коммуны Сирдал